# Pillistfer
Pillistfer – (inne nazwy: Pillistver, Pilistver) meteoryt kamienny należący do chondrytów enstatytowych EL 6, spadły 8 sierpnia 1868 roku w postaci deszczu meteorytowego w Estonii. Spadek meteorytu nastąpił o godzinie 12.30 i poprzedzony był słyszalnymi detonacjami. Z miejsca spadku pozyskano ok. 23,25 kg materii meteorytowej. Największe fragmenty miały masę: 14 kg, 7,5 kg, 1,5 kg, 0,25 kg.